# Walter Odede
Walter Odede (11 novembre 1974) è un ex calciatore keniota, di ruolo centrocampista.

## Carriera

### Club
Ha giocato dal 2000 al 2009 nella prima divisione keniota.

### Nazionale
Con la nazionale keniota ha partecipato alla Coppa d'Africa 2004.